# Dangtu

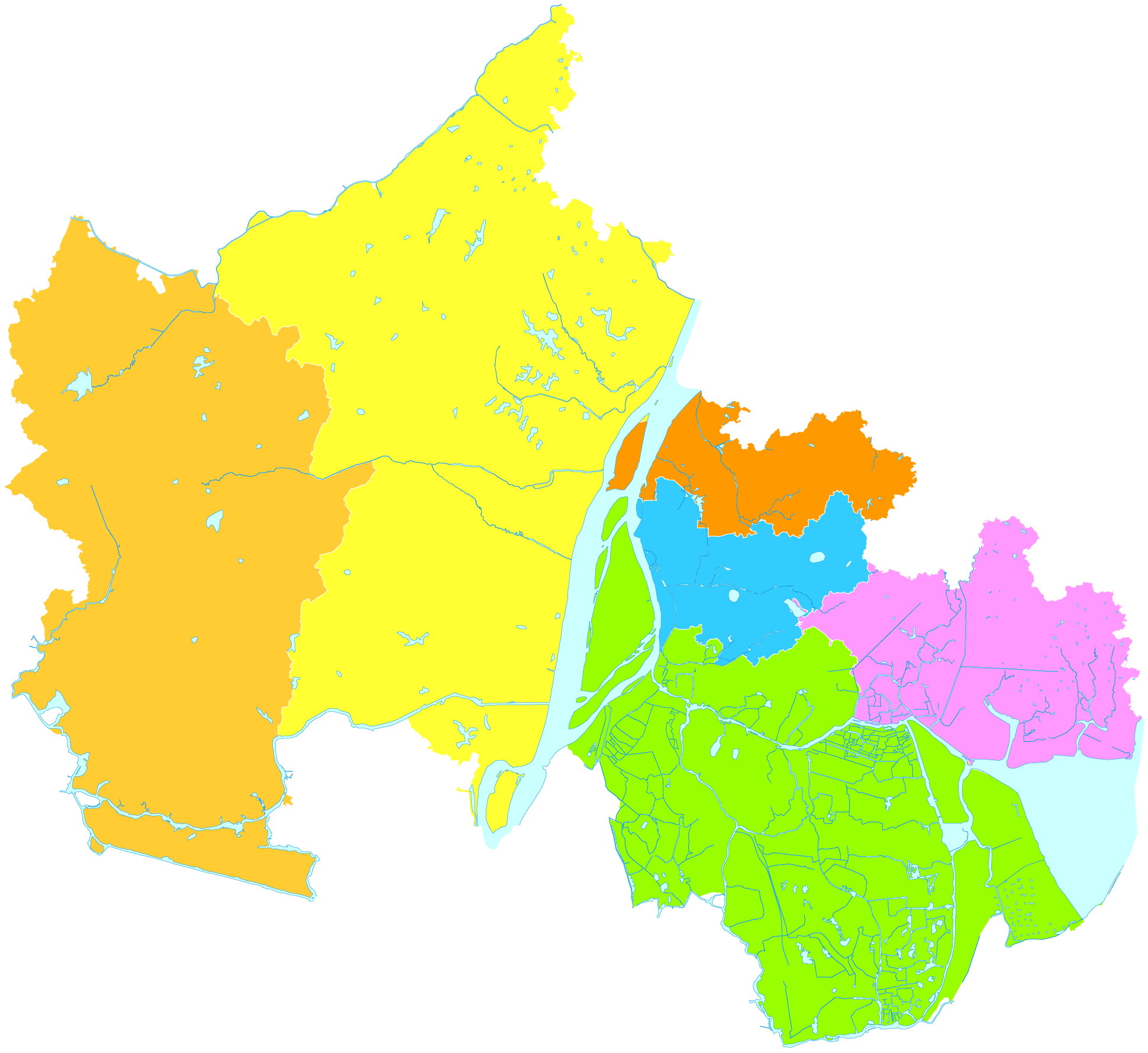
Lage des Kreises Dangtu im Gebiet der bezirksfreien Stadt Ma'anshan

Dangtu (chinesisch 当涂县, Pinyin Dāngtú Xiàn) ist ein Kreis der bezirksfreien Stadt Ma’anshan in der chinesischen Provinz Anhui. Er hat eine Fläche von 985,1 km² und zählt 476.000 Einwohner (Stand: Ende 2018). Sein Hauptort ist die Großgemeinde Gushu (姑孰镇).
Das Grab von Li Bai (Li Bai mu 李白墓) steht seit 2006 auf der Liste der Denkmäler der Volksrepublik China (6-252).

## Gliederung
Der Kreis besteht aus 9 Großgemeinden (Zhen) und 2 Gemeinden (Xiang):
- Gushu (姑孰镇,  Gūshú Zhèn)
- Huangchi (黄池镇,  Huángchí Zhèn)
- Wuxi (乌溪镇,  Wūxī Zhèn)
- Shiqiao (石桥镇,  Shíqiáo Zhèn)
- Huhe (护河镇,  Hùhé Zhèn)
- Taibai (太白镇=,  Tàibái Zhèn)
- Niandou (年陡镇,  Niándǒu Zhèn)
- Tangnan (塘南镇,  Tángnán Zhèn)
- Huyang (湖阳镇,  Húyáng Zhèn)
- Dalong (大陇乡,  Dàlǒng Xiāng)
- Jiangxin (江心乡,  Jiāngxīn Xiāng)